# Robert Lacoste (syndicaliste)
Pour les articles homonymes, voir Robert Lacoste et Lacoste.
Robert Lacoste (11 janvier 1900 - 11 juin 1982), est un militant syndicaliste et communiste, résistant de Lot-et-Garonne, il fut l'un des chefs de file des mouvements paysans du Sud-Ouest et bras droit de Renaud Jean. Après la libération, il s'éloigne de plus en plus du PCF tout en demeurant conseiller général. Il conservera à la demande de Renaud Jean ses précieuses archives de peur qu'elles ne tombent dans les mains du PCF. Elles seront finalement déposées aux archives départementales à Agen.

## Biographie
Né le 11 janvier 1900 à Xaintrailles (Lot-et-Garonne), Robert Lacoste est issu d’une famille de bouchonniers des landes lot-et-garonnaises. Dès 1919, il fait ses premiers pas dans le domaine syndical lors des grandes manifestations des gemmeurs et métayers de la Lande qui réclament la révision des baux. Devenu instituteur, il exerce les fonctions de secrétaire de l’union locale des syndicats de Casteljaloux puis de la section départementale du Syndicat national des instituteurs en 1934. Il est également secrétaire à la propagande du Comité Central des groupes de jeunes de l’enseignement laïque de 1926 à 1928.
Néanmoins, ce n’est qu’à partir du moment où au côté de Renaud Jean, il organise des actions pour lutter contre les ventes-saisies dont sont victimes les métayers, que Lacoste connaît une autre envergure politique. Élu en octobre 1934, conseiller général communiste dans le canton de Houeillès, il fut réélu dès le premier tour en 1937 avant de se démettre le 16 janvier 1940 de son mandat, il est néanmoins suspendu de ses fonctions d’instituteurs le 14 février 1940 pour son activité politique.
Mobilisé, il est fait prisonnier le 19 juin 1940 et s’évade ultérieurement. Il rejoint sa femme mutée, dès 1940, dans l’Aude. Lacoste s’occupe de l’organisation des maquis FTPF de la haute vallée de l’Aude. En novembre 1943, il devient le chef interrégional des maquis FTPF de la région de Montpellier. Arrêté le 11 mai 1944 par la Milice, il est interné à la prison de Montpellier, puis à Toulouse. Le 2 juin 1944, déporté en Allemagne, il réussit à s’évader du train en marche, à Roquemaure, dans le Gard.
À la Libération, il regagne le Lot-et-Garonne. Membre du Comité départemental de libération, il est détaché par l’Inspection académique au conseil général où il a assuré le rôle de permanent. Il cumule ses fonctions avec celles de secrétaire général de l’union départementale CGT, de vice-président du conseil général et en octobre 1947 il est élu maire de Houeillès. Responsable de l’URR, il milite pour le vote de la paix dans sa mairie et fut, de ce fait, le seul maire du département de Lot-et-Garonne à être l’objet d’un arrêté de suspension d’un mois en octobre 1949. En mars 1949, il est le seul des cinq conseillers généraux communistes de Lot-et-Garonne à être réélu et ce, dès le premier tour de scrutin. Écarté en 1945 de la tête de liste aux élections législatives au profit de Hubert Ruffe et en 1946 au profit de Gérard Duprat, il se contente au côté de Jean Zyromski d’être le candidat malheureux au mandat de conseiller de la République. Il est alors l’un des militants communistes les plus populaires de la fédération. En novembre 1950, Robert Lacoste est remis à la base comme Renaud Jean quelques années plus tôt. Les motifs invoqués sont selon la phraséologie commune de l’époque des manifestations d’opportunisme.